# Romersk borger
En romersk borger var en mand med visse rettigheder i- og over for systemet. Han kunne indgå lovligt ægteskab, indgå andre juridiske kontrakter og stille op til valg om offentlige poster. Han havde retten til at sagsøge anden part – og kunne selv blive sagsøgt. Han havde også ret til at indgive klager over magistratens afgørelser, og kom han under anklage for en lovovertrædelse, havde han ret til at få sin sag for retten. Det gav ham mulighed for at forsvare sig for en dommer. Desuden kunne han ikke underkastes tortur og kun idømmes dødsstraf i tilfælde af forræderi. I så tilfælde skulle hans sag føres i Rom og, hvis han dømtes skyldig, måtte han ikke henrettes ved korsfæstelse. Endelig havde borgeren ret til at søge om optagelse i de romerske legioner.
Der var forskellige måder at blive romersk borger på. Ethvert barn, som var født i et lovligt ægteskab, hvor manden var romersk borger, blev automatisk borger. Ikke-romerske soldater i troppeformationer, som skulle støtte de romerske legioner i kamp, kunne også efter endt tjeneste blive tildelt borgerskab, og i de tilfælde ville det samme gælde for deres børn. 

Ligeledes blev slaver, som blev sat fri af romerske borgere, automatisk borgere, og eks-slavernes børn havde også ret til borgerskab. Enkeltpersoner, som havde ydet en enestående indsats for republikken, kunne som æresbevisning få borgerskab. Endelig kunne han mod en stor sum penge købe sig borgerskab. Med tiden blev alle personer i de latinske (italiske) stater optaget som borgere, og senere blev endda hele provinser tildelt borgerskab.
Kvinder var ikke borgere som sådan, men havde juridisk status med færre rettigheder.
Begrebet 'borger' fandtes kun i den romerske republiks tid, som ofte fastsættes fra år 510 f.Kr. til år 44 f.Kr. hvor Julius Cæsar blev diktator. Man kan dog også fastsætte republikkens endeligt til år 27 f.Kr., hvor senatet tildelte Octavian titlen 'augustus' som betyder 'den ophøjede' eller 'guddommelige'.

## Ikke-romerske borgere
En ikke-romersk borger var en borger, der i antikkens Rom oftest var slave eller arbejder. En ægte romersk borger kunne opnå magt og var i det hele taget respekteret og anerkendt af både kejseren, senatet etc. Som slave var man en ærbødig undersåt og skulle tjene sin herre, der havde fuld kontrol over én. En slave kunne kun komme fri fra arbejdet ved at købe sig fri eller blive romersk borger. Det var en fordel for soldaterne at blive romerske borgere. De havde flere rettigheder i byen, skønt de kun var slaver for det antikke styre.
Paulus påberåbte sig ofte sine rettigheder som romersk borger.